# Фонетика и фонология квебекского диалекта французского языка
В данной статье рассматриваются особенности фонетики и фонологии квебекского варианта французского языка. В статье используется транскрипция МФА на основе латинского алфавита.

## Диалектология
В квебекском варианте французского языка различают больше фонем, нежели чем в классическом французском языке. Например, минимальные пары: [a] и [ɑ], [ɛ] и [ɛː], [ø] и [ə], [ɛ̃] и [œ̃].
Для французского языка в Квебеке характерны:
Архаизмы
- дифтонгизация долгих и носовых гласных под ударением:
  - [ɛː] → [aɛ̯]
  - [øː] → [øy̯]
  - [oː] → [ou̯]
  - [ɑː] → [ɑɔ̯]
  - [ɔː] → [ɑɔ̯]
  - [œː] → [aœ̯]
  - [ãː] → [ãũ̯]
  - [ẽː] → [ẽĩ̯]
  - [õː] → [õũ̯]
  - [œ̃ː] → [œ̃ỹ̯]
- редукция конечных согласных.

Дифтонгизация непрестижна, рассматривается как признак менее культурной речи и на этом основании избегается в более культурных контекстах, за исключением дифтонгизации [oː], [øː], [ẽː], [õː], [œ̃ː] которая не замечается большинством говорящих.

## Регионализация
В северных регионах Квебека (Сагнэ, Лак-Сэн-Жан, Шикутими, также Сет-Иль и Бэ-Комо) можно встретить искажение произношения согласных J и CH (или SH) от фонем /ʒ/ и /ʃ/ до фонем /ʒʱ/ и /ʃʰ/, в соответствующем порядке. Так, например, эти фонемы можно услышать в выражениях J'ai pas l'temps («У меня нет времени») и T'achètes («Ты покупаешь»). Считается, что это наследие нормандского языка.
В последнее время можно так же выделить значимость монреальского диалекта как основу для всего квебекского, показанного в мировой киноиндрустрии. Самым распространённым наречием в Монреале считается жуаль.